# Blivet
Pour les articles homonymes, voir Jean-Pierre Blivet et Marius Blivet.

Blivet

Le blivet est à la fois une figure indécidable, une illusion d'optique, et un objet impossible.
Il était connu en 1964, et fut montré en couverture du magazine Mad de mars 1965.
Il est aussi appelé « trident à deux dents », « fourche du diable », le « trident impossible » et « la chose à trois jambes ».

## Représentation
L'objet d'un seul tenant paraît se composer à une extrémité de trois dents cylindriques et de l'autre extrémité de deux dents rectangulaires réunies par une barre rectangulaire. Une fourchette commençant par deux dents rectangulaires se transformant en trois dents cylindriques. 

Blivet simple
Blivet avec fonds
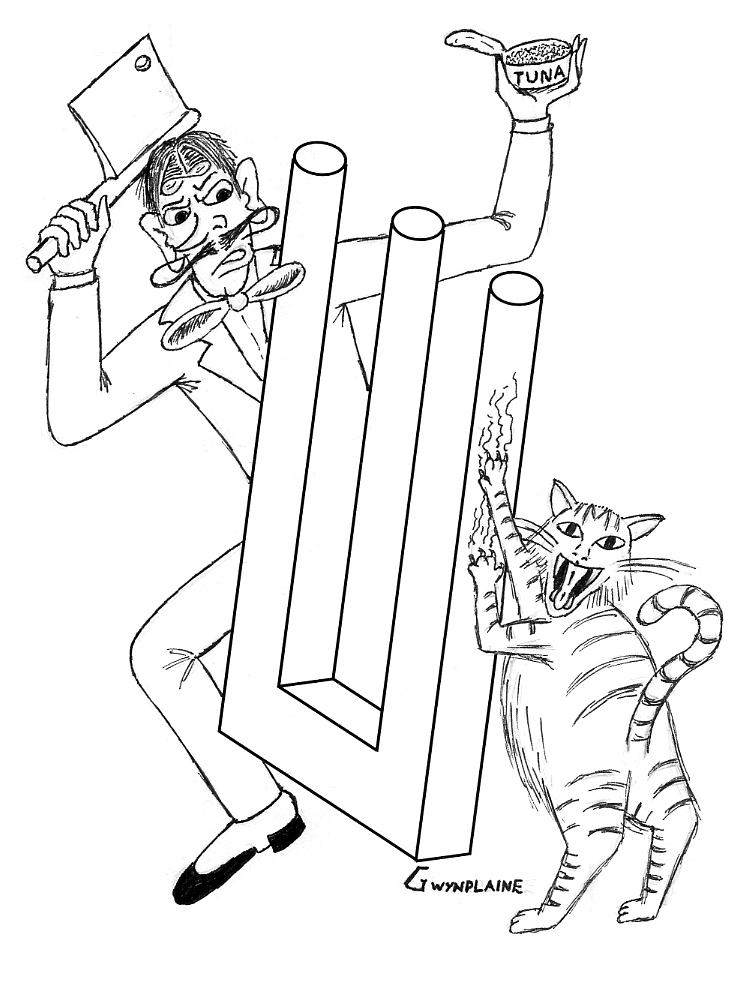
Dessin de F. Gwynplaine MacIntyres, Schrödingers Cat-Sitter

## Origines
Une origine probable est une variation (visuelle) du diapason traditionnel à deux lames ou branches.
En 1964, D. H. Schuster repère et signale une figure de ce genre dans une page publicitaire d'un journal d'aviation. Il la nomme three-stick clevis, sorte de chape (en mécanique), pièce en U (destinée à recevoir l'extrémité d'un pivot), du genre crapaudine ou manille.
En juin 1964, la revue Analog Science Fiction and Fact propose un article anonyme qui présente cette jauge de localisation de trou (hole location gauge), dont Finagle & Diddle Engineering Works aurait déposé le brevet en 1961.
En mars 1965, le magazine satirique américain Mad publie un article de Alfred E. Neumann, présentant the mad Poiuyt (les cinq dernières lettres de la rangée supérieure des machines à écrire à clavier QWERTY).
Le terme de blivet apparaît en 1967 dans le magazine Worm Runner's Digest, où Harold Baldwin expose le mode de construction de l'objet ("Building better blivets").
En décembre 1968, toujours dans le Worm Runner's Digest, Roger Hayward, concepteur et artiste américain en optique, écrit "Blivets: recherche et développement", et en fait remonter la conception à 1892, à Pfulingen, en Allemagne, par un nain aux yeux croisés nommé Erasmus Wolfgang .